# Товсте (Синельниківський район)
Товсте́ — село в Україні, в Синельниківському районі Дніпропетровської області. Входить до складу Брагинівської сільської громади. Населення становить 22 особи. До 2020 року орган місцевого самоврядування — Олександропільська сільська рада.

## Історія
12 червня 2020 року, відповідно до розпорядження Кабінету Міністрів України № 709-р від «Про визначення адміністративних центрів та затвердження територій територіальних громад Дніпропетровської області», увійшло до складу Брагинівської сільської громади.
19 липня 2020 року, в результаті адміністративно-територіальної реформи та ліквідації  Петропавлівського району, село увійшло до складу новоутвореного Синельниківського району.

## Географія
Село Товсте знаходиться за 3,5 км від правого берега річки Сухий Бичок, на відстані 0,5 км від села Успенівка.

## Населення

### Мова
Розподіл населення за рідною мовою за даними перепису 2001 року:
| Мова       | Відсоток |
| ---------- | -------- |
| українська | 72,7 %   |
| вірменська | 18,2 %   |
| російська  | 9,1 %    |